# Hermann Meyer-Hartmann
Hermann Meyer-Hartmann, CBE (* 4. Februar 1929 in Braunschweig; † 18. März 2020) war ein deutscher Journalist und Publizist.

## Leben
Hermann Meyer-Hartmann wurde im Alter von 15 Jahren zum Reichsarbeitsdienst einberufen. Nach seiner Entlassung aus britischer Kriegsgefangenschaft im Mai 1945 arbeitete er als Dolmetscher für die britischen Truppen in Hildesheim. Später war er für verschiedene Lokalzeitungen in Hildesheim, Göttingen und Delmenhorst tätig. Anschließend war er Chef vom Dienst der Wirtschaftsredaktion der Welt. Von 1966 bis 1972 war er Pressechef und Bundesgeschäftsführer des Bundes der Steuerzahler und von 1975 bis 1994 Chefredakteur und Redaktionsdirektor der Hildesheimer Allgemeinen Zeitung.
Meyer-Hartmann veröffentlichte mehrere Bücher mit Bezug zum Ort und zur Region Hildesheim, wie zur Geschichte der Garnison Hildesheim, des Hildesheimer Fliegerhorstes und über die Bombardierung Hildesheims während des Zweiten Weltkriegs sowie zwei Bildbände mit Luftbildaufnahmen.
Er war verheiratet und Vater einer Tochter.

## Auszeichnungen
- Christophorus-Preis, 1987
- Theodor-Wolff-Preis, 1988
- Silbernes Ehrenzeichen der Deutschen Verkehrswacht, 1989
- Goldener Igel, 1993 (Medienpreis des Reservistenverbands)
- Honorary Commander of the British Empire, 2000

## Schriften (Auswahl)
- mit Paul Schäfer: Hildesheim, unser Landkreis in Luftbildern. Bernward, Hildesheim 1980, ISBN 3-87065-206-3.
- Zielpunkt 52092 N, 09571 0. Der Raum Hildesheim im Luftkrieg 1939–1945 (= Schriftenreihe des Stadtarchivs und der Stadtbibliothek Hildesheim, Band 14). Bernward, Hildesheim 1985, ISBN 3-87065-352-3.
- Hildesheim aus der Luft gesehen. Bernward, Hildesheim 1991, ISBN 3-87065-594-1.
- Geheime Kommandosache. Die Geschichte des Hildesheimer Fliegerhorstes (= Quellen und Dokumentationen zur Stadtgeschichte Hildesheims, Band 2). Gerstenberg, Hildesheim 1993, ISBN 3-8067-8530-9.
- Ende einer Epoche. Die Geschichte der Garnison Hildesheim (1643–2007). Gerstenberg, Hildesheim 2008, ISBN 978-3-8067-8708-5.